# Sörnäinen
Sörnäinen (Zweeds: Sörnäs) is een station van de metro van Helsinki.
Het station, ontworpen door Jouko Kontio en Seppo Kilpiä, is geopend op 1 september 1984. Het ligt 900 meter ten noordoosten van het metrostation van Hakaniemi. Het volgende station op de lijn richting de oostelijke voorsteden is Kalasatama dat 1,1 kilometer verder ligt.
Kivenlahti · 
Espoonlahti · 
Soukka · 
Kaitaa · 
Finnoo · 
Matinkylä ·
Niittykumpu ·
Urheilupuisto ·
Tapiola ·
Aalto-yliopisto ·
Keilaniemi ·
Koivusaari ·
Lauttasaari ·
Ruoholahti ·
Kamppi ·
Rautatientori ·
Helsingin yliopisto ·
Hakaniemi ·
Sörnäinen ·
Kalasatama ·
Kulosaari ·
Herttoniemi ·
Siilitie · 
Itäkeskus
Noordelijke tak:
Myllypuro ·
Kontula ·
Mellunmäki
Oostelijke tak:
Puotila ·
Rastila ·
Vuosaari